# Martin Bodmer
Martin Bodmer (Zurigo, 13 novembre 1899 – 22 marzo 1971) è stato un collezionista d'arte e filantropo svizzero.
Ha creato la Fondazione Martin Bodmer, una delle biblioteche private più importanti al mondo, con sede a  Cologny, in Svizzera.

## Biografia
Martin Bodmer era discendente di una famiglia arricchitasi nell'industria e commercio della seta; alla morte del padre nel 1916 si trovò ad essere erede di una immensa fortuna. Ciò gli permise di continuare la raccolta di libri e documenti rari che coltivava dall'età di 16 anni, e di progettare, con un'ambizione smisurata quanto feconda, una biblioteca contenente elementi di tutta la letteratura mondiale.
Nel 1918 Martin Bodmer si diede alla studio della letteratura tedesca, ma ben presto abbandonò l'idea e si mise, invece, a viaggiare: visitò gli Stati Uniti e soggiornò a Parigi. 
Ritornato in Svizzera, con gli intellettuali Eduard Korrodi, Robert Faesi e Max Rychner fondò il premio letterario Gottfried Keller con lo scopo di farlo diventare uno dei più prestigiosi premi del settore; parallelamente lanciò la rivista letteraria “Corona” nella quale collaboreranno prestigiosi scrittori dell'epoca mentre la sua lussuosa villa di Zurigo diventava frequentatissima mecenatesca sede di un club di scrittori. Eletto presidente del CICR (Croce Rossa), Martin Bodmer abbandonò Zurigo per Ginevra dove, nel 1942, fece trasportare sulle rive del Lemano tutta la sua già cospicua collezione.
Bodmer, dopo la prima guerra mondiale, riprese il suo progetto di una “biblioteca universale”, che ospitasse tutti i capolavori dell'umanità, non solo letterari ma anche dell'area religiosa, scientifica, politica ecc. Nel giro di 50 anni egli riuscì ad arricchire abbondantemente la biblioteca estendendo il suo progetto anche a “tavolette cuneiformi”, a papiri antichi, a monete antiche ecc. Nel tesoro accumulato spicca l'assoluta rarità della più antica copia manoscritta del Vangelo secondo Giovanni; inoltre riuscì ad acquisire papiri manoscritti contenenti opere di Menandro quali il Dyskolos e La donna di Samo, gli originali di Don Chisciotte della Mancia, di Faust, manoscritti delle opere di Dante Alighieri, Giovanni Boccaccio ecc.

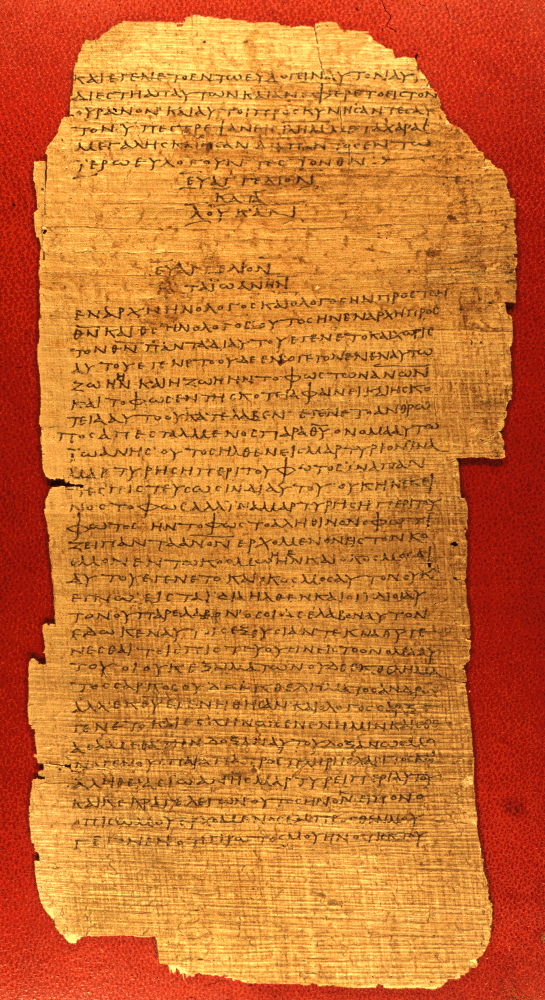
Papiruso 75 (^{75}) = Bodmer XIV-XV

Poco prima della sua morte, rifiutando la proposta di un magnate americano che offriva 60 milioni di dollari (del 1971) per avere il possesso di tutta la collezione, Martin Bodmer, in accordo con i suoi figli, dispose che proprio la Collezione fosse il cuore della Fondazione Bodmer, istituzione privata di portata internazionale, che nel frattempo aveva fondato con sede a Cologny presso Ginevra, in cui ora sono visitabili e studiabili almeno 150.000 acquisizioni di cospicuo valore culturale e storico.
Il reperto più cospicuo del fondo è certamente la collezione dei “Papiri Bodmer” che Martin riuscì ad acquisire e quindi proteggere, sebbene dovesse rinunziare a parte dei manoscritti dello stesso ceppo perché già acquisita da  Alfred Chester Beatty che ora è conservata nella Chester Beatty Library di Dublino.